# 76713 Wudia
76713 Wudia este un asteroid din centura principală de asteroizi.

## Descriere
76713 Wudia este un asteroid din centura principală de asteroizi. A fost descoperit pe 6 mai 2000 la Observatorul din Ondřejov par l'Observatorul din Ondřejov. Asteroidul prezintă o orbită caracterizată de o semiaxă mare de 3,17 ua, o excentricitate de 0,02 și o înclinație de 5,8° în raport cu ecliptica.